# Военно-морской флот Речи Посполитой
Военно-морской флот Речи Посполитой существовал с 1627 по 1643 год и стал важной частью военно-морской истории региона. Все корабли флота были построены по канонам торговых судов, с использованием традиций данцигских корабелов и иностранного опыта.

## История создания
Попытки создания военно-морского флота начались в начале 60-х годов XVI века. К 1572 году был спущен на воду первый галеон королевского флота. Строительство кораблей велось в основном из местного материала, и за основу была принята голландская кораблестроительная школа. Главной военно-морской базой стал Гданьск(Данциг).

## Структура флота
Корабли Речи Посполитой включали галеоны и флейты, построенные по канонам торговых судов. Среди наиболее известных судов можно выделить:
• Rycerz Święty Jerzy («Рыцарь Святой Георгий»)
• Krol David («Царь Давид»)
• Wodnik («Водяной»)
Вооружение кораблей было ограниченным: при заявленном количестве орудий фактически к артиллерии относили все, что было больше обычного мушкета. В результате, многие из кораблей представляли собой вооружённые транспорты, а не современные военные суда.